# 「桐島です」
『「桐島です」』（きりしまです）は、2025年7月4日公開の日本映画。監督は高橋伴明、主演は『ケンとカズ』の毎熊克哉。1970年代に日本の新左翼過激派集団である東アジア反日武装戦線のメンバーとして連続企業爆破事件に関与し全国に指名手配され、逃亡から約49年後の2024年に偽名で入院中に自身の名前を名乗り、その4日後に死亡した桐島聡の軌跡を描く。
自身も学生運動に関わり「たまたま映画の道に踏み出しただけ」という高橋伴明は「わからないことが多すぎる。自分に重ねる部分が多かった」と語る。制作には、出所後も反権力闘争を続け救援連絡センターに属する宇賀神寿一も協力した。

## キャスト
- 桐島聡：毎熊克哉[3]
- 宇賀神寿一：奥野瑛太[3]
- キーナ：北香那[3]
- 謎の女：高橋惠子[3]
- バーの店主：原田喧太[3]
- 工務店の事務員：影山祐子[3]
- ヨーコ：海空[4]

## スタッフ
- 監督：高橋伴明[3]
- 製作総指揮：長尾和宏[3]
- 企画：小宮亜里[3]
- プロデューサー：高橋惠子、高橋伴明[3]
- 脚本：梶原阿貴、高橋伴明[3]
- 音楽：内田勘太郎[3]
- 撮影監督：根岸憲一[3]
- 照明：佐藤仁[3]
- 録音：岩丸恒[3]
- 美術：鈴木隆之[3]
- 衣装：笹倉三佳[3]
- ヘアメイク：佐藤泰子[3]
- 制作担当：柳内孝一[3]
- 編集：佐藤崇[3]
- VFXスーパーバイザー：立石勝[3]
- 助監督：野本史生[3]
- ラインプロデューサー：植野亮[3]
- 製作：北の丸プロダクション[3]
- 制作協力：ブロウアップ[3]
- 配給：渋谷プロダクション[3]